# Szlovákia földrajza
Szlovákia földrajzának meghatározó elemei az Északnyugati-Kárpátok hegyvonulatai, az ezek között elterülő völgyek, medencék, illetve az azok előterében található kisebb alföldi jellegű területek, mint a Duna menti alföld, illetve a Kassai-medence, amelyek tulajdonképpen a magyarországi Kisalföld és Alföld északi nyúlványai. Az ország legkeletibb részének hegyei már az Északkeleti-Kárpátokhoz tartoznak.

## Általános adatok
Szlovákia Közép-Európában fekvő állam. Nem rendelkezik tengerparttal. Az ország alakja kelet-nyugati irányban elnyúló. Fővárosa Pozsony, mely az ország nyugati szélén található. 
Területe 49 036 km², ebből:
- szárazföld: 98,4%,
- vízfelszín: 1,6%.

### Határok
Északról Lengyelország, keletről Ukrajna, délről Magyarország, nyugatról Ausztria, északnyugatról pedig Csehország a szomszédja. 
Határainak hossza 1672 km, ebből 
- Magyarországgal 679 km,
- Lengyelországgal 547 km,
- Csehországgal 252 km,
- Ausztriával 106 km,
- Ukrajnával 98 km a közös.

### Extremális pontok
- A legészakibb pont Polhoránál található, a lengyel határon.
- A legkeletibb pont Újszéknél van, a Kremenáros hegyen, a szlovák-lengyel-ukrán hármashatáron.
- A legdélibb pont Patnál van a Duna határfolyóban, a magyar határon.
- A legnyugatibb pont Magyarfalunál van, a Morva határfolyóban, az osztrák határon.

Legmagasabb pontja a Gerlachfalvi-csúcs (2655 m) a Magas-Tátrában, egyben ez a Kárpátok legmagasabb csúcsa.
A legalacsonyabb pont Bodrogszög község területén van (94 m), a magyar határon, ott, ahol a Bodrog folyó elhagyja az országot.
Átlagos tengerszint feletti magassága 392 m.

## Domborzat
Szlovákia legnagyobb részét az Északnyugati-Kárpátok fiatal, gyűrt láncai teszik ki. Üledékes övezetének mészkőhegységeire a karsztosodás jellemző. Legbelső övezete, a vulkáni vonulat is Szlovákiában található.  Itt emelkedik a Kárpátok kisebb kiterjedésű, de legmagasabb része, a Magas-Tátra, ez a kristályos övezet tagja. Kőzetanyaga leginkább gránit. Természeti értékei miatt egész területe védett nemzeti park. A legmagasabb pontja a Gerlachfalvi-csúcs, ez 2655 méter magas. A Magas-Tátra déli lábánál fekszik a Csorba-tó, ami a hegység legnagyobb tava. 
Szintén a kristályos vonulat része a Magas-Tátrától délre fekvő Alacsony-Tátra, amely párhuzamos a Magas-Tátrával, de alacsonyabban fekszik és hosszabb. Formái gömbölyűbbek és hegyhátai szélesebbek. 
Az Alacsony-Tátrához hasonló kiterjedésű a Gömör–Szepesi-érchegység, vagy más néven Szlovák-érchegység. Ezt szintén kristályos kőzetek alkotják. Viszont idősebb a Kárpátoknál, a Variszkuszi-hegységrendszer maradványa. 
A Szlovák-érchegységtől délre található mészkőhegység a Szlovák-karszt. A Magyarország területén található Aggteleki-karszttal együtt alkotja Közép-Európa egyik legkiterjedettebb karsztvidékét. Barlangjai a világörökség részei. 
A Duna és mellékfolyói által feltöltött magyarországi Kisalföld Szlovákia területén folytatódik. Ennek a résznek a neve Duna menti alföld (Podunajská nížina). Ez az ország legmelegebb éghajlatú, legtermékenyebb tája, fő termőterülete többek közt a búzának, a kukoricának és a cukorrépának. 

## Éghajlat
Szlovákia a mérsékelt éghajlati övezetben fekszik, Európa atlanti és kontinentális zónájának a határán. Az éghajlati körülmények a különböző helyeken nagy mértékben különböznek.

## Tájegységek
- (1) Szlovákia felszíne túlnyomó részt hegyvidéki jellegű: a Kárpátok foglalja el az ország északi és középső kétharmadát.

Három nagy síkság van az országban: 
- (2) a Bécsi-medence keleti pereme a Kis-Kárpátoktól nyugatra (Szlovákiában Hegyentúli-síkságnak nevezik),
- (3) a Kisalföld Dunától északra eső része (Szlovákiában Duna menti alföldnek nevezik),
- (4) az Alföld északi része, a Bodrogköz északi folytatása (Szlovákiában Kelet-szlovákiai-alföldnek hívják).